# 555152 Oproiu
555152 Oproiu è un asteroide della fascia principale. Scoperto nel 2009, presenta un'orbita caratterizzata da un semiasse maggiore pari a 2,7036098 au e da un'eccentricità di 0,2041748, inclinata di 4,37832° rispetto all'eclittica.
L'asteroide è dedicato all'astronomo rumeno Tiberiu Oproiu.